# Falkenhagen
Falkenhagen es un municipio situado en el distrito de Märkisch-Oderland, en el estado federado de Brandeburgo (Alemania), a una altitud de 60 metros. Su población a finales de 2016 era de 700 habs. y su densidad poblacional, 26 hab/km².

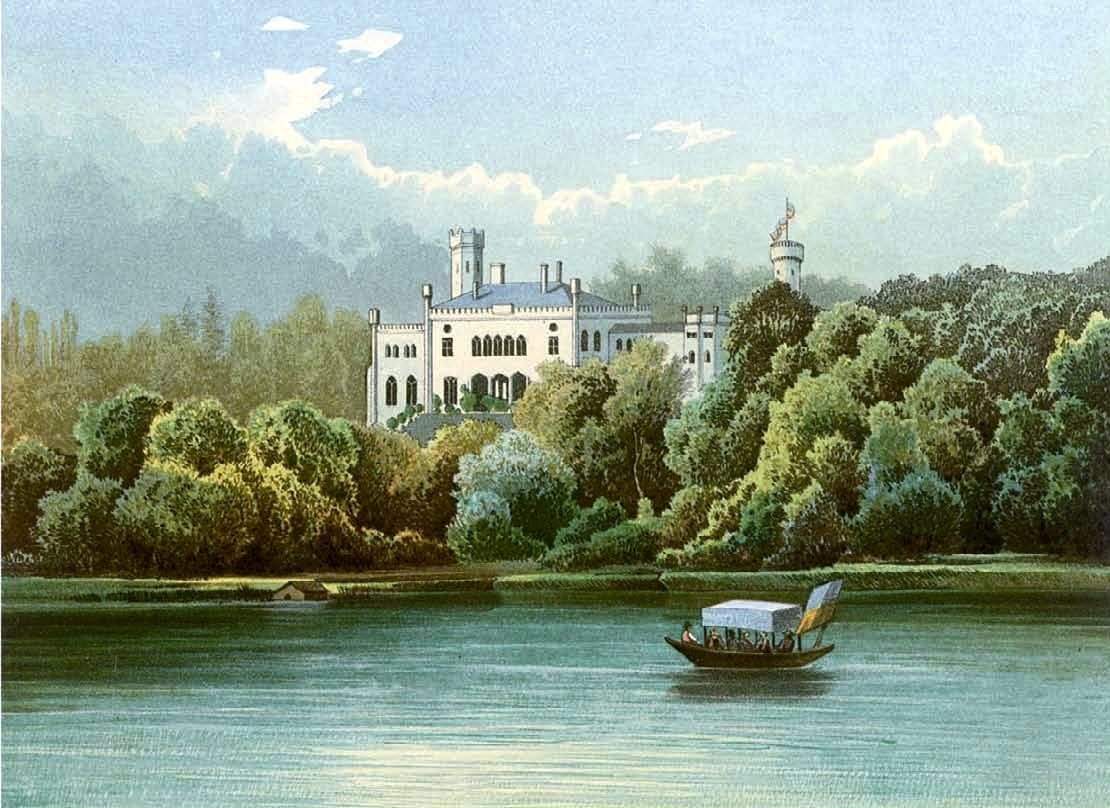
Palacio de Falkenhagen en torno a 1860. Edición por Alexander Duncker.